# Central Banco Universal
Central fue una institución financiera especializada en banca universal de Venezuela. Tenía dos sedes principales Barquisimeto y Caracas. Estaba ubicado dentro del Estrato Pequeño según el ranking bancario de SUDEBAN. Para octubre de 2009 el banco tenía 81 agencias a nivel nacional, 713 empleados y 565.645 depositantes.
Fue fundado en 1961 bajo el nombre de Magisterio Entidad de Ahorro y Préstamo (Magisterio EAP), luego en 1968 cambia su nombre a Central Entidad de Ahorro y Préstamo transformándose en Compañía Anónima en agosto de 1998 permitiéndole ampliar su margen de negocios aunque no tanto como en septiembre de 2001 cuando se transforma en banco universal. Desde 2007 hasta el 2008 pasó a patrocinar al equipo de primera división de Barquisimeto Guaros FC.
El 4 de diciembre de 2009, la Superintendencia de Bancos (SUDEBAN) anuncia la intervención a puertas cerradas de esta entidad financiera, junto con Baninvest y Banco Real, con miras a su posible rehabilitación y posterior nacionalización. El 21 de diciembre de ese año se decidió rehabilitar el banco para conformar junto a otros bancos rehabilitados el estatal Bicentenario Banco Universal.